# Marquesado de Aguilar de Ebro
El marquesado de Aguilar de Ebro es un título nobiliario español creado por el rey Carlos III de España, el 2 de junio de 1761, a favor de Francisco Cristóbal Fernández de Córdoba y de Alagón, XI conde de Sástago y III marqués de Peñalba.
El título había sido creado con la primitiva denominación de marquesado de Calanda, el 9 de enero de 1608, por el rey Felipe III de España, a favor de Martín-Artal de Alagón y Fernández de Heredia.
El actual titular, desde 1983, es Alfonso Escrivá de Romaní y de Miguel, VII marqués de Monistrol de Noya, XVIII conde de Sástago con Grandeza de España, y barón de Beniparrell.

## Denominación
Su denominación se refiere a Aguilar de Ebro, en la provincia de Zaragoza.

## Marqueses de Aguilar de Ebro
|                         | Titular                                                               | Periodo                 |
| Creación por Carlos III | Creación por Carlos III                                               | Creación por Carlos III |
| ----------------------- | --------------------------------------------------------------------- | ----------------------- |
| I                       | Francisco Cristóbal Fernández de Córdoba y Alagón, Moncayo y Aragón   | 1761-1763               |
| II                      | Vicente Ferrer Fernández de Córdoba y Glimes de Brabante              | 1763-1778               |
| III                     | Francisco de Paula Fernández de Córdoba y la Cerda                    | 1778-1814               |
| IV                      | Joaquín María Fernández de Córdoba y Vera                             | 1814-1823               |
| V                       | Francisco de Paula Fernández de Córdoba y Magallón                    | 1823-1823               |
| VI                      | María de la Soledad Antonia Fernández de Córdoba y Bernaldo de Quirós | 1857-1905               |
| VII                     | Joaquín Escrivá de Romaní y Fernández de Córdoba                      | 1905-1897               |
| VIII                    | Luis Beltrán Escrivá de Romaní y Sentmenat                            | 1897-1952               |
| IX                      | Ildefonso Escrivá de Romaní y Patiño                                  | 1952-1979               |
| X                       | Alfonso Escrivá de Romaní y Mora                                      | 1979-1983               |
| XI                      | Alfonso Escrivá de Romaní y de Miguel                                 | 1983-actual titular     |

## Historia de los marqueses de Aguilar de Ebro
- Francisco Cristóbal Fernández de Córdoba y Alagón, Moncayo y Aragón (1701-1763), I marqués de Aguilar de Ebro, XI conde de Sástago, III marqués de Peñalba.

1. Casó con María Felipa de Glimes de Brabante (1724-1797), condesa de Glimes y condesa del Sacro Romano Imperio. Era hija de Ignacio Francisco de Glimes de Brabante, conde de Glimes, barón de Samur; y de María Francisca Josefa Danneux de Wargnies (hija a su vez de Jean Philippe Danneux, marqués de Wargnies, príncipe de Barbançon, conde de Buath, etc.).

Le sucedió su hijo:
- Vicente Ferrer Fernández de Córdoba y Glimes de Brabante (1741-1814), II marqués de Aguilar de Ebro, XII conde de Sástago, IV marqués de Peñalba.

1. Casó con Vicenta Manuela de la Cerda y Cernesio, nieta del IV marqués de la Laguna de Camero Viejo y XII conde de Paredes de Nava; y de la IV condesa de Parcent.

Le sucedió, en 1778, su hijo:
- Francisco de Paula Fernández de Córdoba Alagón y la Cerda (Zaragoza, 27 de marzo de 1778 - Madrid, 2 de diciembre de 1814), III marqués de Aguilar de Ebro, XIII conde de Sástago, V marqués de Peñalba, V conde de Glimes,  conde del Sacro Romano Imperio, Gran Camarlengo del Reino de Aragón.

1. Casó con María Francisca de Asís Vera de Aragón y Manuel de Villena, XII marquesa de Espinardo, II marquesa del Campillo, dama de María Luisa. Esta señora casó en segundas con Ricardo Wall y Manrique de Lara, y era hija de Joaquín Alonso Vera de Aragón Entenza y Saurín, marqués de Espinardo, y de María Teresa Manuel de Villena y Mendoza, hija del marqués del Real Tesoro.

Fueron padres de:
1. Joaquín María Fernández de Córdoba Alagón y Vera de Aragón, que sigue, y de
2. Vicente Fernández de Córdoba y Vera de Aragón, natural y maestrante de Zaragoza, que fue bautizado en San Gil el 9 de enero de 1807 y murió en París el 3 de agosto de 1870. Casó con María del Rosario Wall Alfonso de Sousa y Portugal, sobrina carnal de su padrastro, hija del Mariscal de Campo Santiago Ricardo Wall y Manrique de Lara, conde de Armíldez de Toledo, Virrey de Navarra, caballero de Santiago, y de Luisa Alfonso de Sousa Portugal y Guzmán, de los marqueses de Guadalcázar. Sin descendencia.

Le sucedió, en 1814, su hijo primogénito:
- Joaquín María Fernández de Córdoba y Vera de Aragón (Zaragoza, 1799 - Madrid, 1857), IV marqués de Aguilar de Ebro, XIV conde de Sástago, VI marqués de Peñalba, VI conde de Glimes,  conde del Sacro Romano Imperio, XIII marqués de Espinardo]], maestrante de Zaragoza, Gran Cruz de l Orden de Carlos III, Gentilhombre de Cámara de S.M., Diputado a Cortes, Senador vitalicio y Prócer del Reino, Presidente del Canal de Isabel II.

1. Casó en primeras nupcias con Francisca de Paula Magallón y Rodríguez de los Ríos (Madrid, 1797 - Burdeos, 1824), VII marquesa de Castelfuerte, grande de España de primera clase. Hija única de José María Magallón y Armendáriz, a quien premurió, III marqués de San Adrián, VI marqués de Castelfuerte, señor de Monteagudo; y de María de la Soledad Rodríguez de los Ríos Jauche y Lasso de la Vega, su mujer (en segundas nupcias de ella), V marquesa de Santiago, marquesa de Monreal, marquesa de la Cimada y  VI condesa de Zueveghen.
2. Casó en segundas nupcias con María de la Soledad Bernaldo de Quirós y Colón, dama de María Luisa, que era sobrina carnal de la anterior: hija de su hermano uterino Antonio Bernaldo de Quirós y Rodríguez de los Ríos, VI marqués de Monreal, VI de Santiago y VI de la Cimada, VII conde de Zueveghen, caballero de Montesa y maestrante de Valencia, Prócer del Reino, y de Hipólita Colón de Toledo Larreátegui y Baquedano, su mujer, hija del XII duque de Veragua.

De la primera tuvo por hijo a Francisco de Paula Fernández Córdoba y Magallón (Madrid, 15 de agosto de 1823), V marqués de Aguilar de Ebro, que sigue.
Del segundo matrimonio nacieron:
1. Joaquín Fernández de Córdoba y Bernaldo de Quirós, natural de Madrid, bautizado en San José el 18 de abril de 1831 y finado en la misma villa y parroquia el 18 de diciembre de 1832.
2. María de la Soledad Antonia Fernández de Córdoba Alagón y Bernaldo de Quirós, VI marquesa de Aguilar de Ebro, que sigue en segundo lugar.
3. María Francisca de Borja Fernández de Córdoba y Bernaldo de Quirós, dama de María Luisa, nacida en Madrid y bautizada en San José el 8 de junio de 1836, fallecida el 6 de diciembre de 1906. Casó en su parroquia natal el 20 de enero de 1862 con Mariano Cabeza de Vaca y Morales, V marqués de Portago, grande de España, IX conde de Catres, natural de Baena, bautizado en San Bartolomé el 27 de febrero de 1821 y finado en Madrid el 4 de octubre de 1887, hijo de Vicente Cabeza de Vaca y Gómez de Terán, conde de Catres y marqués de Portago, natural de Valladolid, y de Catalina de Morales y Cardera, que lo era de Baena. Con sucesión.
4. Hipólita Fernández de Córdoba y Bernaldo de Quirós, natural de Madrid, bautizada en San José el 18 de febrero de 1838 y fallecida el 22 de septiembre de 1924. Casó en su parroquia natal el 31 de mayo de 1860 con Luis Beltrán Escrivá de Romaní y de Dusay, I marqués de Argelita, diputado a Cortes, nacido en Valencia el 25 de agosto de 1830 y fallecido en Madrid el 3 de noviembre de 1899, hermano del marido de la mayor. Con posteridad.

Le sucedió, en sucesión inter vivos, en 1823, de su primer matrimonio, su hijo primogénito:
- Francisco de Paula Fernández de Córdoba y Magallón (1823-1823), V marqués de Aguilar de Ebro. Fallecido a los cuatro meses de edad: nacido en Madrid el 15 de agosto de 1823, bautizado el mismo día en la parroquial de San Sebastián y fallecido en Burdeos (Nuestra Señora) el 22 de diciembre siguiente.

Le sucedió, en 1857, su hermanastra:
- María de la Soledad Antonia Fernández de Córdoba y Bernaldo de Quirós (1833-1905), VI marquesa de Aguilar de Ebro, XV condesa de Sástago y de Glimes de Brabante, XIV de Espinardo, VII de Peñalba y de Campillo de Murcia, Camarera mayor de palacio, dama de las Reinas Isabel II, María de las Mercedes y María Cristina, de la Orden de María Luisa, de la Maestranza de Valencia y de la Cruz Estrellada de Austria. Nació en Madrid el 26 de septiembre de 1833, fue bautizada el 27 en la parroquia de San José y murió en la de San Martín el 8 de abril de 1905, habiendo testado el 16 de julio de 1898 ante Manuel de Bofarull.

1. Casó en su parroquia natal el 20 de julio de 1857 con José María Escrivá de Romaní y de Dusay, III marqués de Monistrol de Noya y de San Dionís, XIV barón de Beniparrell y de Prullens, maestrante de Valencia, Gran Cruz y Collar de Carlos III, Gentilhombre de Cámara de S.M., Senador vitalicio del Reino, nacido el 26 de junio de 1825 en Barcelona, donde falleció el 6 de marzo de 1890, hijo de Joaquín Escrivá de Romaní y Taverner, XII barón de Beniparrell, natural y maestrante de Valencia, y de María Francisca de Dusay y de Fivaller, marquesa de Monistrol de Noya y de San Dionís, nacida en Barcelona.

Le sucedió su hijo:
- Joaquín Escrivá de Romaní y Fernández de Córdoba (1858-1897), VII marqués de Aguilar de Ebro, IV marqués de Monistrol de Noya, marqués de San Dionís, XV barón de Beniparrell, maestrante de Valencia, Diputado a Cortes, Gentilhombre de Cámara de S.M. con ejercicio y servidumbre. Natural de Madrid, fue bautizado en San Martín el 5 de junio de 1858 y murió antes que su madre en San Feliú de Llobregat el 14 de septiembre de 1897, por lo que no alcanzó a suceder en la casa de Sástago.

1. Casó con María del Pilar de Sentmenat y Patiño, I condesa de Alcubierre, grande de España, dama de la Orden de María Luisa y de la Real Maestranza de Valencia, nacida en Barcelona el 16 de abril de 1860 y finada en Madrid (San Martín) el 1.º de diciembre de 1927. Hija de Ramón de Sentmenat y de Despujol, marqués de Sentmenat y de la Ciutadilla, grande de España, y de Inés Patiño y Osorio, de los marqueses del Castelar. Padres de:

1. María de las Mercedes Escrivá de Romaní y de Sentmenat, V marquesa de Campillo de Murcia, dama de la Maestranza de Sevilla, nació en Barcelona el 5 de febrero de 1886 y murió en Madrid el 9 de noviembre de 1969. Casó con Alfonso Pérez de Guzmán y San Juan, I marqués de Marbais, caballero de Alcántara, Gentilhombre de Cámara de S.M., maestrante de Sevilla, donde nació el 6 de septiembre de 1886, finado en Madrid (castrense) el 11 de abril de 1921. Hijo primogénito de Juan Pérez de Guzmán y Boza, II duque de T'Serclaes, grande de España, teniente hermano mayor de la Real Maestranza de Sevilla, Clavero de la Orden de Alcántara, Académico de la Real de la Historia, etc., y de María de los Dolores San Juan y Garvey. Con posteridad en que sigue la casa de T'Serclaes y marquesados de Marbais y Campillo de Murcia.
2. Luis Beltrán Escrivá de Romaní y de Sentmenat, que sigue, y de
3. María del Pilar Escrivá de Romaní y de Sentmenat, VIII marquesa de Peñalba, que nació en Madrid (San Martín) el 16 de enero de 1891 y murió niña.
4. Alfonso Escrivá de Romaní y de Sentmenat, III conde de Glimes de Brabante y II de Alcubierre, dos veces grande de España, marqués de San Dionís, caballero de la Real Maestranza de Valencia, Hermandad del Santo Cáliz y Cuerpo de la Nobleza de Cataluña. Nació en Barcelona el 29 de noviembre de 1894 y murió en Madrid el 11 de diciembre de 1978. Casó primera vez en Madrid el 18 de abril de 1928 con María Antonia Orozco y Rofazza, nacida el 8 de agosto de 1908 en Madrid, donde murió el 7 de febrero de 1933, hija de Juan Orozco y Álvarez-Mijares y de Laura Rofazza y Besoitia. Y en segundas nupcias con María Teresa de la Vega y Rivero. Con descendencia de la primera en que sigue la casa de Alcubierre.
5. María de Lourdes Escrivá de Romaní y de Sentmenat, XV marquesa de Espinardo (título que cedió en vida a su hija mayor), nació en Madrid (San Martín) el 3 de febrero de 1897 y murió en Madrid el 26 de julio de 1985. Casó primera vez en su parroquia natal el 23 de febrero de 1922 con el Vicealmirante Pascual Díez de Rivera y Casares, II marqués de Valterra, Jefe de la Jurisdicción Central de Marina, caballero de Calatrava, maestrante de Granada, Diputado a Cortes, Gran Cruz de Beneficencia y Medalla de Oro al Trabajo, nacido el 8 de mayo de 1899 en Madrid, donde murió el 30 de abril de 1952. Hijo de Alfonso Díez de Rivera y Muro, IV conde de Sanafé y marqués de Valeriola, y de Ramona Casares y Bustamante. Y en segundas nupcias con Luis Pizarro y Tejero, natural de Almadén, cuyo matrimonio fue declarado nulo en 1979. Con prole del primero en que siguen los marquesados de Espinardo y Valterra.

Le sucedió su hijo:
- Luis-Beltrán Escrivá de Romaní y Sentmenat (Barcelona, 4 de diciembre de 1888 - Madrid, 9 de septiembre de 1977), VIII marqués de Aguilar de Ebro, V marqués de Monistrol de Noya, XVI conde de Sástago, dos veces Grandeza de España, y XVI barón de Beniparrell,  IX marqués de Peñalba, VIII conde de Glimes, maestrante de Valencia, Gentilhombre de Cámara del Rey Alfonso XIII con ejercicio y servidumbre.

1. Casó en Madrid (San Sebastián) el 10 de enero de 1913 con Josefa Patiño y Fernández-Durán, su prima segunda, Dama de la Reina Victoria Eugenia y de la Maestranza de Valencia, que nació en Madrid (San Sebastián) el 30 de noviembre de 1889 y finó en la misma el 23 de noviembre de 1975, hija de Luis María de los Ángeles Patiño y Mesa, VIII marqués del Castelar y VI de la Sierra, grande de España, XII conde de Guaro, y de María de la Concepción Fernández-Durán y Caballero, de los marqueses de Perales del Río, naturales de Madrid.

Le sucedió, por cesión inter vivos, en 1952, su hijo:
- Ildefonso Escrivá de Romaní y Patiño (n.1918), IX marqués de Aguilar de Ebro, VI marqués de Monistrol de Noya, XVII conde de Sástago con Grandeza de España, y XVII barón de Beniparrell,  X marqués de Peñalba (título que cedió a su hijo Luis Beltrán), caballero de Malta y de la Real Maestranza de Valencia, Hermandad del Santo Cáliz y Cuerpo de la Nobleza de Cataluña, Comandante de Caballería retirado, nacido en El Espinar (Segovia) el 15 de septiembre de 1918 y finado en Madrid el 11 de agosto de 1981.

1. Casó en Madrid el 10 de noviembre de 1944 con María de las Nieves de Mora y Aragón, nacida en Guetaria (Guipúzcoa) el 28 de agosto de 1917 y fallecida en Madrid el 10 de diciembre de 1985. Esta señora era hermana de Fabiola de Mora y Aragón, reina de los belgas por su matrimonio con el rey Balduino I; hijas ambas de Gonzalo de Mora y Fernández del Olmo, IV marqués de Casa Riera, conde de Mora, y de Blanca de Aragón y Carrillo de Albornoz, de los marqueses de Casa Torres.

Fueron padres de:
1. Alfonso Escrivá de Romaní y Mora, que sigue, y de
2. Luis Beltrán Escrivá de Romaní y Mora, XI marqués de Peñalba, nacido en San Sebastián el 23 de agosto de 1946 y casado en Madrid el 15 de junio de 1973 con Ana Arsuaga de Gandarillas, nacida en Madrid el 4 de abril de 1949, hija de Pedro Arsuaga y Dabán, natural de Madrid, y de Dolores de Gandarillas y Calderón. Con descendencia.
3. María del Perpetuo Socorro Escrivá de Romaní y Mora, nacida el 5 de julio de 1948 en Madrid, donde casó el 31 de mayo de 1974 con Javier de Silva y Mendaro, conde de Sinarcas, maestrante de Sevilla, donde nació el 16 de mayo de 1946, hijo de Luis de Silva y Azlor de Aragón, duque de Miranda, grande de España, conde de Sinarcas y vizconde de Villanova, maestrante de Sevilla, natural de Madrid, y de María Fernanda Mendaro y Diosdado, marquesa de Angulo y de Casa Mendaro, que lo era de Sevilla. Con posteridad.
4. María del Pilar Escrivá de Romaní y Mora, nacida en San Sebastián el 2 de octubre de 1949 y que permanece soltera.
5. Blanca Escrivá de Romaní y Mora, nacida el 6 de enero de 1951 en Madrid, donde casó el 31 de mayo de 1976 con Diego Chico de Guzmán y Girón, VI marqués de Ahumada, maestrante de Ronda, nacido en Madrid el 22 de abril de 1947, hijo de Diego Chico de Guzmán y Mencos, V conde de la Real Piedad, maestrante de Granada, y de Ana María Girón y Canthal, V duquesa de Ahumada, grande de España, marquesa de Ahumada y de las Amarillas, naturales de Madrid. Con prole.
6. José Escrivá de Romaní y Mora, marqués del Real Tesoro, nacido en Barcelona el 24 de junio de 1952 y casado en Madrid el 12 de enero de 1981 con María de Morales-Arce y Crespí de Valldaura, nacida en Madrid el 14 de julio de 1955, hija de José María de Morales-Arce y López de Ayala, maestrante de Zaragoza, y de Margarita Crespí de Valldaura y Liniers, naturales de Madrid. Con posteridad.
7. Mercedes Escrivá de Romaní y Mora, nacida en Barcelona el 12 de octubre de 1953,
8. Ana Escrivá de Romaní y Mora, nacida en Madrid el 21 de octubre de 1954, que profesó carmelita descalza en el convento del Cerro de los Ángeles.
9. Inés Escrivá de Romaní y Mora, nacida el 17 de junio de 1956 en Madrid, donde casó el 12 de junio de 1984 con Fernando de Soto y Falcó, Ingeniero Agrónomo, nacido en Madrid el 11 de noviembre de 1956, hijo de Fernando de Soto y Colón de Carvajal, marqués de Arienzo, grande de España, conde de Puertohermoso, natural de Pizarra (hermano de María, la mujer de Luis Beltrán Escrivá de Romaní y Patiño, conde Glimes), y de Mercedes Falcó y de Anchorena, duquesa del Arco, grande de España, nacida en Madrid. Con hijas.
10. Y Joaquín Escrivá de Romaní y Mora, nacido el 25 de noviembre de 1959 en Madrid, donde casó el 22 de mayo de 1987 con Beatriz Álvarez de las Asturias-Bohorques y Mac Crohon, nacida en Madrid el 5 de mayo de 1964, hija de Agustín Álvarez de las Asturias-Bohorques y Silva, conde de Canillas de los Torneros de Enríquez, natural de Zarauz (Guipúzcoa) y de Pilar Mac Crohon y Pellón, nacida en Madrid. Con descendencia.

Le sucedió, por cesión inter vivos, en 1979, su hijo:
- Alfonso Escrivá de Romaní y Mora (Madrid, 6 de julio de 1945 - 1983), X marqués de Aguilar de Ebro, VII marqués de Monistrol de Noya, XVIII conde de Sástago con Grandeza de España, y XVIII barón de Beniparrell.

1. Casó en primeras nupcias, en Zarauz el 10 de septiembre de 1970, con Isabel de Miguel Anasagasti Alonso López-Sallaberry (Zarauz, 15 de septiembre de 1947 - Madrid, 30 de diciembre de 1982), hija de Luis María de Miguel y Alonso, natural de Valladolid, y de María Luisa Anasagasti y López-Salaberry, nacida en Madrid.
2. Casó en segundas nupcias, el 27 de febrero de 1988, con Patrice Rutl Verhaaren (Nueva York, 31 de octubre de 1953), hija de Robert y de Ruth Verhaaren, naturales de Nueva York.

De la primera tiene por hijos a:
1. Alfonso Escrivá de Romaní y de Miguel, que sigue, y de
2. Isabela Escrivá de Romaní y de Miguel, nacida en Madrid el 31 de diciembre de 1973.
3. Sofía Escrivá de Romaní y de Miguel, nacida en Barcelona el 12 de junio de 1979.

Le sucedió, en 1983, su hijo:
- Alfonso Escrivá de Romaní y de Miguel (Madrid, 25 de enero de 1972), XI marqués de Aguilar de Ebro.

1. Casó con Margarita Escrig de Texeiro.

Actual titular.